# وایلد یوث (گروه موسیقی)
وایلد یوث (به انگلیسی: Wild Youth) گروه موسیقی ایرلندی است.
آن‌ها نماینده ایرلند در یوروویژن ۲۰۲۳ بودند.